# Mily Miss Questions
 (août 2022).
Si vous disposez d'ouvrages ou d'articles de référence ou si vous connaissez des sites web de qualité traitant du thème abordé ici, merci de compléter l'article en donnant les références utiles à sa vérifiabilité et en les liant à la section « Notes et références ».
 (août 2022).
La mise en forme du texte ne suit pas les recommandations de Wikipédia : il faut le « wikifier ».
Les points d'amélioration suivants sont les cas les plus fréquents. Le détail des points à revoir est peut-être précisé sur la page de discussion.
- Les titres sont pré-formatés par le logiciel. Ils ne sont ni en capitales, ni en gras.
- Le texte ne doit pas être écrit en capitales (les noms de famille non plus), ni en gras, ni en italique, ni en « petit »…
- Le gras n'est utilisé que pour surligner le titre de l'article dans l'introduction, une seule fois.
- L'italique est rarement utilisé : mots en langue étrangère, titres d'œuvres, noms de bateaux, etc.
- Les citations ne sont pas en italique mais en corps de texte normal. Elles sont entourées par des guillemets français : « et ».
- Les listes à puces sont à éviter, des paragraphes rédigés étant largement préférés. Les tableaux sont à réserver à la présentation de données structurées (résultats, etc.).
- Les appels de note de bas de page (petits chiffres en exposant, introduits par l'outil «  Source ») sont à placer entre la fin de phrase et le point final[comme ça].
- Les liens internes (vers d'autres articles de Wikipédia) sont à choisir avec parcimonie. Créez des liens vers des articles approfondissant le sujet. Les termes génériques sans rapport avec le sujet sont à éviter, ainsi que les répétitions de liens vers un même terme.
- Les liens externes sont à placer uniquement dans une section « Liens externes », à la fin de l'article. Ces liens sont à choisir avec parcimonie suivant les règles définies. Si un lien sert de source à l'article, son insertion dans le texte est à faire par les notes de bas de page.
- La présentation des références doit suivre les conventions bibliographiques. Il est recommandé d'utiliser les modèles {{Ouvrage}}, {{Chapitre}}, {{Article}}, {{Lien web}} et/ou {{Bibliographie}}. Le mode d'édition visuel peut mettre en forme automatiquement les références.
- Insérer une infobox (cadre d'informations à droite) n'est pas obligatoire pour parachever la mise en page.

Pour une aide détaillée, merci de consulter Aide:Wikification.
Si vous pensez que ces points ont été résolus, vous pouvez retirer ce bandeau et améliorer la mise en forme d'un autre article.
Mily Miss Questions est une série télévisée d'animation française initiée par Cilvy Aupin, productrice de Ciel de Paris. La première saison est réalisée par Alexis Ducord et diffusée depuis le 23 mars 2013 sur France 5 dans Zouzous. Avec la participation de France Télévisions et du CNC la région Île-de-France, la région Poitou Charente. La saison 2 est réalisée par Jeanne Meister et diffusée depuis novembre 2018 sur France 5.
La série animée Mily Miss Questions est composée de 130 épisodes. La variété des thématiques abordées dans la série en fait un support éducatif exceptionnel.  
la pratique d'ateliers de Philosophie pour les enfants en classe ou sur le hors-temps scolaire.

## Synopsis
(novembre 2021).

## Particularités de la série
Mily Miss Questions est une comédie philosophique pour les enfants, ciblant plus particulièrement les 5-7 ans. La série aborde, de façon innovante et avec de l'humour, des thématiques philosophiques et sociales, domaines rarement abordés dans les productions télévisuelles à destination des enfants.
La série animée Mily Miss questions est le fruit de la première expérience inédite dévoilée au grand public en 2010 dans le film Ce n'est qu'un début, produit à l’initiative de Cilvy Aupin productrice de Ciel de Paris. Filmés pendant deux ans, des enfants de maternelle ont pratiqué « des ateliers à visée philosophique » sous le regard enthousiaste de leur maitresse Isabelle Duflocq de l’école maternelle au Mée sur Seine et de M.Jean Charles Pettier référent incontesté « à la pratique des ateliers à visée philosophique avec les enfants ».
Aujourd'hui ces ateliers sont pratiqués et présents dans toutes les villes de France et dans plus de 95 pays dans le monde.
La productrice et directrice artistique Cilvy Aupin a confié aux réalisateurs Alexis Ducord et Fabrice Fouquet (Co-réalisateur des épisodes 1 A 5), de Christelle Gonnard ( Autrice de la Bible littéraire), Chloé Cruchaudet (Bible graphique des personnages) et de nombreux auteurs littéraires accompagnés par Jean Charles Pettier et Edwige Chirouter, spécialistes de la philosophie avec les enfants.
Cette série sollicite l'échange. C'est la raison pour laquelle chaque épisode se termine par une nouvelle question faisant pouvant faire naître un débat d'idées entre petits et grands .
Mily Miss Questions entre dans un projet de France 5 de mettre en scène des héros aux prises avec des grandes questions à visée philosophiques. Mily a « le cerveau qui bout » comme tous les enfants de son âge et partage avec eux ces interrogations, tout comme la série d'animation C'est quoi l'idée ?, inspirée du Livre des grands contraires philosophiques, mettant en scène trois drôles de petits personnages : Hugo, Lily et Félix.

## Distribution
- Lisa Caruso : Mily
- Camille Serceau : Lola
- Jérôme Pauwels : Jacky
- Audrey Sablé : Léo et Hugo
- Pauline Brunner : Juliette
- Dorothée Pousséo : Macéo
- Emmanuel Garijo : Tim
- Raphaël Lamarque, Thomas Sagols : Luc
- Raphaël Lamarque, Eric Métayer : Pop
- Fily Keita : Sophia, Lucille, Gaspard
- Geneviève Doang : Pénélope

## Liste des épisodes

### Première saison (2013)
| № | Titre                                | Thématiques  | Première diffusion |
| --- | ------------------------------------ | ------------ | ------------------ |
| 1 | Photos de famille                    | Existence    | 23 mars 2013       |
| Du haut de ces 4 ans, Lola s'étonne de ne pas apparaître sur l'album de photos où l'on voit Mily bébé. Mily lui dit que c'est normal puisqu'elle n'était pas née. Lola ne veut pas comprendre et demande alors « Mais où on était alors ? » |                                      |              |                    |
| 2 | Les Titans                           | Ennui        |                    |
| Mily s'ennuie et ne sait plus quoi faire. En guise de réponse, sa mère lui dit que ce n'est pas grave de s'ennuyer : bien au contraire ! |                                      |              |                    |
| 3 | Avec ou sans médaille                | Compétition  | 6 avril 2013       |
| Mily s'investit depuis un an dans la natation, mais elle vient d'apprendre qu'elle n'a pas été sélectionnée, pour participer au championnat inter-quartier. Elle se sent nulle et veut arrêter... |                                      |              |                    |
| 4 | La vérité en chantant                | Vérité       |                    |
| Mily a prêté un DVD à Macéo mais la comédie musicale ne lui plaît pas. Mily est vexée et aurait préféré que Macéo ne lui dise pas la vérité. |                                      |              |                    |
| 5 | Les amoureux                         | Amour (gêne) | 30 mars 2013       |
| Les copains se moquent d'un mot découvert dans la cour de récréation, dévoilant que Pénélope est amoureuse de Julien. Mily se demande donc pourquoi on se moque des amoureux. Luc lui explique que c'est parce que c'est un « truc » nouveau et personnel... |                                      |              |                    |
| 6 | Garçon manqué                        |              |                    |
| |                                      |              |                    |
| 7 | Peur bleue                           |              |                    |
| |                                      |              |                    |
| 8 | Le dilemme                           |              |                    |
| |                                      |              |                    |
| 9 | Trop Beau                            |              |                    |
| |                                      |              |                    |
| 10 | Menu du jour                         |              |                    |
| |                                      |              |                    |
| 11 | T'es génial Hugo !                   |              |                    |
| |                                      |              |                    |
| 12 | Ovni                                 |              |                    |
| |                                      |              |                    |
| 13 | À double Sens                        |              |                    |
| |                                      |              |                    |
| 14 | C'est moi le chef                    |              |                    |
| |                                      |              |                    |
| 15 | Normal                               |              |                    |
| |                                      |              |                    |
| 16 | Dire ou ne pas dire ?                |              |                    |
| |                                      |              |                    |
| 17 | Plus Envie                           |              |                    |
| |                                      |              |                    |
| 18 | Au Nom de la loi                     |              |                    |
| |                                      |              |                    |
| 19 | C'est pas ma faute                   |              |                    |
| |                                      |              |                    |
| 20 | Cherchez l'erreur                    |              |                    |
| |                                      |              |                    |
| 21 | Trop absurde, Mily                   |              |                    |
| |                                      |              |                    |
| 22 | Trop petite                          |              |                    |
| |                                      |              |                    |
| 23 | Libre !                              |              |                    |
| |                                      |              |                    |
| 24 | Tout Faux, Léo !                     |              |                    |
| |                                      |              |                    |
| 25 | La machine à démonter le temps       |              |                    |
| |                                      |              |                    |
| 26 | Robot Ko                             |              |                    |
| |                                      |              |                    |
| 27 | Drôle de Famille                     |              |                    |
| |                                      |              |                    |
| 28 | Les Mots pour le dire                |              |                    |
| |                                      |              |                    |
| 29 | Au boulot                            |              |                    |
| |                                      |              |                    |
| 30 | A-I-E ouille                         |              |                    |
| |                                      |              |                    |
| 31 | La pizza de la réussite              |              |                    |
| |                                      |              |                    |
| 32 | Histoire de Parts                    |              |                    |
| |                                      |              |                    |
| 33 | Inséparables                         |              |                    |
| |                                      |              |                    |
| 34 | Esprit d'équipe                      |              |                    |
| |                                      |              |                    |
| 35 | À la bonne heure                     |              |                    |
| |                                      |              |                    |
| 36 | SOS maîtresse                        |              |                    |
| |                                      |              |                    |
| 37 | Facile de se moquer                  |              |                    |
| |                                      |              |                    |
| 38 | Tu rêves Mily !                      |              |                    |
| |                                      |              |                    |
| 39 | Monstre pour Tous                    |              |                    |
| |                                      |              |                    |
| 40 | Crois en toi                         |              |                    |
| |                                      |              |                    |
| 41 | Super Miss Justice                   |              |                    |
| |                                      |              |                    |
| 42 | Drôle d'animal                       |              |                    |
| |                                      |              |                    |
| 43 | Pauvre Mily                          |              |                    |
| |                                      |              |                    |
| 44 | Pop art                              |              |                    |
| |                                      |              |                    |
| 45 | T'es pas cap                         |              |                    |
| |                                      |              |                    |
| 46 | Oh la jalouse !                      |              |                    |
| |                                      |              |                    |
| 47 | La galaxie des émotions              |              |                    |
| |                                      |              |                    |
| 48 | Miss questions contre Mister Cerveau |              |                    |
| |                                      |              |                    |
| 49 | Toute seule                          |              |                    |
| |                                      |              |                    |
| 50 | Chut !                               |              |                    |
| |                                      |              |                    |
| 51 | Vivement le futur                    |              |                    |
| |                                      |              |                    |
| 52 | Trop belle la vie                    |              |                    |
| |                                      |              |                    |
| 53 | Il pleut, il mouille                 |              |                    |
| |                                      |              |                    |
| 54 | Toucher les nuages                   |              |                    |
| |                                      |              |                    |
| 55 | Du calme                             |              |                    |
| |                                      |              |                    |
| 56 | Le jardin des secrets                |              |                    |
| |                                      |              |                    |
| 57 | Turlututu chapeau pointu             |              |                    |
| |                                      |              |                    |
| 58 | Invisible                            |              |                    |
| |                                      |              |                    |
| 59 | Gaspard d'avril                      |              |                    |
| |                                      |              |                    |
| 60 | Comme une tomate                     |              |                    |
| |                                      |              |                    |
| 61 | Un, deux, trois, nuage               |              |                    |
| |                                      |              |                    |
| 62 | Nom d'un chien                       |              |                    |
| |                                      |              |                    |
| 63 | C'est ma place                       |              |                    |
| |                                      |              |                    |
| 64 | Mamichou                             |              |                    |
| |                                      |              |                    |
| 65 | Oh la vantarde                       |              |                    |
| |                                      |              |                    |
| 66 | Tu veux rire                         |              |                    |
| En essayant le skate de Macéo, Mily perd le contrôle de son engin et termine dans les bras d'une statue ! Tout le monde rigole. Pas Mily, qui ne trouve pas ça drôle du tout. Est-ce que ça veut dire qu'elle n'a pas d'humour ? |                                      |              |                    |
| 67 | Le Grand Concours                    |              |                    |
| Les enfants participent à un concours organisé par Papa Tim. Il s'agit de dessiner le motif d'une future ligne de bottes. La pression monte pour tout le monde pour aller défendre les projets, comment ne pas être timide ? |                                      |              |                    |
| 68 | Promis !                             |              |                    |
| Mily et Lola sont toutes excitées à l'idée d'aller à la fête foraine avec Papa Tim. Mais malheureusement il doit partir de toute urgence à son usine de bottes et annuler le programme ! Les deux sœurs sont hyper déçues. Mily se demande alors « c'est quoi une promesse si on peut changer d'avis ? » |                                      |              |                    |
| 69 | Propriété de Lola                    |              |                    |
| Lola ne veut plus partager « sa » chambre avec Mily, comment lui expliquer que tout ne lui appartient pas ? |                                      |              |                    |
| 70 | Robotop                              |              |                    |
| Depuis quelques jours, Mily a du mal à s'endormir, et la seule chose qui parvient à la faire tomber dans les bras de Morphée, c'est que son Papa lui lise des histoires. Sauf que Papa Tim est épuisé. Il s'endort même sur les livres. Maman Sophia trouve alors une solution : un robot qui lit des histoires, répète ce qu'on dit et fait encore plein d'autres choses… Mais Mily reste dubitative : « Un robot peut-il remplacer l'homme ? » |                                      |              |                    |
| 71 | Presque parfait                      |              |                    |
| Mily et Juliette ont des difficultés à rivaliser en gym avec Pénélope mais Anna prend en mains les deux a ies qui la prennent comme modèle, parviendront-elles à l'égaler ? Est ce que l'on peut être parfait ? |                                      |              |                    |
| 72 | Plus vite que ça                     |              |                    |
| Mily s'impatiente. Deux semaines que Papa et Maman lui ont commandé des jumelles, et elles ne sont toujours pas là ! Pourquoi il faut toujours attendre dans la vie ? |                                      |              |                    |
| 73 | La Rédaction                         |              |                    |
| Pendant une sortie, Mily s'est s'éloignée de sa bande d'amis sans faire exprès, la maitresse ne voulant pas en rester là, lui donne une punition. Elle trouve cela injuste ! Comment faire comprendre ses actes aux autres ? |                                      |              |                    |
| 74 | Un vrai bonheur                      |              |                    |
| Papa lit un conte de fée à Lola qui a perdu son doudou. Mily n'en perd pas une miette… Qu'est-ce qu'être heureux ? C'est quoi le bonheur ? |                                      |              |                    |
| 75 | Toi-même                             |              |                    |
| |                                      |              |                    |
| 76 | Loin des yeux                        |              |                    |
| |                                      |              |                    |
| 77 | On fait la paix                      |              |                    |
| |                                      |              |                    |
| 78 | Miss curieuse                        |              |                    |
| |                                      |              |                    |

### Deuxième saison (2018)
1. C'est quoi mon origine à moi ?
2. Si bien ensemble
3. Grandir
4. C'est quoi être un enfant ?
5. Génial ! On est tous différents !
6. La Déesse des fleurs
7. Respect !
8. Je suis comme tout le monde !
9. Torts partagés !
10. Tous en scène !
11. 1, 2, 3 école !
12. Lola pas de règles
13. Moi aussi j'ai des idées !
14. Je dis ce que je veux !
15. Comme une grande !
16. Votez pour moi
17. Télé Quartier
18. Vive la fête !
19. Je n'ai pas été élevée comme ça !
20. Tous sur la même planète !
21. La Migration de Martin
22. À vos pinceaux
23. Agir maintenant
24. Ensemble on est plus fort
25. Les douze coups de minuit
26. Liberté, Egalité… Fraternité
27. Un goût de liberté
28. La Galaxie des métiers
29. Pop mon chien fabuleux
30. Sacrée statue !
31. Miss réponses
32. Bêtes de scènes
33. Nom d'une chauve-souris !
34. La Part de l'autre
35. Un pour tous, tous pour un !
36. Merci Mily
37. Je suis trop nulle !
38. Bidule et compagnie
39. C'est pas drôle !
40. Stop !
41. En toute confiance
42. Mauvais perdant
43. Je suis fier et c’est comme ça !
44. Total fan métal
45. T'inquiète pas Mily
46. Drôle de cerveau
47. Origamis pour la vie
48. La Fille du milieu
49. Le Verre à moitié plein
50. Quelle famille !
51. Petits plaisirs et grands bonheurs
52. On se calme !